# Laguna Seca, Corozal
Laguna Seca är en lagun i Belize. Den ligger i distriktet Corozal, i den norra delen av landet, 130 km norr om huvudstaden Belmopan. Samhället Chunox ligger vid Laguna Seca.